# Liga Belga de Basquetebol
A Liga Belga de Basquetebol da 1.ª Divisão, também conhecida por EuroMillions Basketball League por razões de patrocínio, foi a liga em primeiro nível do basquetebol profissional da Bélgica.
Atualmente a equipe com maior sucesso na liga é o BC Oostende, que conquistou 21 títulos deixando para trás o extinto RC Mechelen.

## Nomes da Liga com patrocinador
- 0000 – 2014: Ethias League
- 2014 – 2016: Scoore League
- 2016 - atualmente: Euromillions League

## Formato e regras
A Liga Belga é disputada com as regras FIBA. Desde a temporada 2014–15 adota-se um novo formato, onde na temporada regular todos as equipes se enfrentam em turno e returno. Após o término desta primeira fase, as equipes são divididas em dois grupos baseados na classificação na fase anterior; no primeiro grupo são alocados os clubes classificados entre o 1º e o 6 º lugares e no segundo grupo os demais clubes (7º ao 11º). Após os confrontos entre as equipes com jogos em casa e fora de casa, os oito melhores classificam-se para os playoffs. Nas quartas de final a série é decidida em melhor de três jogos, nas semifinais e final as séries são disputadas em melhor de cinco jogos.

## Licenças
Todas as equipes que disputam a Liga Belga necessitam adquirir uma licença para disputar a competição. São três os tipos de licenças:
- Licença A: as equipes que dispõe de mais de 1 milhão euros de orçamento podem exercer o direito de disputar competições europeias.
- Licença B: Equipes com 750000 € de orçamento disputam apenas competições domésticas sem poderem disputar competições europeias.
- Licença C: estas licenças são para equipes em ascensão, precisando ser substituídas por licenças B após dois anos e o orçamento precisa ser de pelo menos €400,000.

## Clubes
| Clube                        | Cidade     | Arena                         | Capacidade |
| ---------------------------- | ---------- | ----------------------------- | ---------- |
| Basic-Fit Brussels           | Bruxelas   | Piscine de Neder-Over-Hembeek | 1.200      |
| Belfius Mons-Hainaut         | Mons       | Mons Arena                    | 4.000      |
| BetFirst Liège               | Lieja      | Country Hall Ethias           | 5.000      |
| Crelan Okapi Aalstar         | Aalst      | Okapi Forum                   | 2.800      |
| Hubo Limburg United          | Hasselt    | Alverberg-sporthal            | 1.730      |
| Kangoeroes Basket Willebroek | Willebroek | Sporthal de Schalk            | 1,000      |
| Oostende                     | Ostende    | Sleuyter Arena                | 5.000      |
| Proximus Spirou              | Charleroi  | Spiroudome                    | 6.200      |
| Stella Artois Leuven Bears   | Lovaina    | Sportoase                     | 3.400      |
| Telenet Giants Antwerp       | Antuérpia  | Lotto Arena                   | 5.218      |

## Finais
| Temporada | Campeões         | Resultado | Finalista            |
| --------- | ---------------- | --------- | -------------------- |
| 2004–05   | Bree             | 3–1       | Spirou Charleroi     |
| 2005–06   | Oostende         | 3–1       | Mons-Hainaut         |
| 2006–07   | Oostende         | 3–2       | Bree                 |
| 2007–08   | Spirou Charleroi | 3–0       | Bree                 |
| 2008–09   | Spirou Charleroi | 3–0       | Mons-Hainaut         |
| 2009–10   | Spirou Charleroi | 3–1       | Liège Basket         |
| 2010–11   | Spirou Charleroi | 3–0       | Okapi Aalstar        |
| 2011–12   | Oostende         | 3–2       | Spirou Charleroi     |
| 2012–13   | Oostende         | 3–0       | Mons-Hainaut         |
| 2013–14   | Oostende         | 3–2       | Okapi Aalstar        |
| 2014–15   | Oostende         | 3–1       | Mons-Hainaut         |
| 2015-16   | Oostende         | 3–1       | Okapi Aalstar        |
| 2016-17   | Oostende         | 3-1       | Basic-Fit Brussels   |
| 2017-18   | Oostende         | 3-0       | Antwerp Giants       |
| 2018-19   | Oostende         | 3–1       | Okapi Aalstar        |
| 2019-20   | Oostende         | Oostende  | Oostende             |
| 2020-21   | Oostende         | 3-1       | Belfius Mons-Hainaut |

### Aparições por equipe
| Equipe           | Total | V | D |
| ---------------- | ----- | - | - |
| Oostende         | 8     | 8 | 0 |
| Spirou Charleroi | 5     | 4 | 2 |
| Mons-Hainaut     | 4     | 0 | 4 |
| Bree             | 3     | 1 | 2 |
| Okapi Aalstar    | 2     | 0 | 2 |
| Liège Basket     | 1     | 0 | 1 |

## Performance por clube
| + | Denota uma equipe que foi dissolvida. |

| Títulos | Equipe                 | Temporada                                                                                                   |
| ------- | ---------------------- | --- |
| 16      | Oostende               | 1981, 1982, 1983, 1984, 1985, 1986, 1988, 1995, 2001, 2002, 2006, 2007, 2012, 2013, 2014, 2015, 2016 e 2017 |
| 15      | R.C. Mechelen+         | 1965, 1966, 1967, 1969, 1974, 1975, 1976, 1980, 1987, 1989, 1990, 1991, 1992, 1993, 1994                    |
| 10      | Spirou Charleroi       | 1996, 1997, 1998, 1999, 2003, 2004, 2008, 2009, 2010, 2011                                                  |
| 8       | Racing Ford Antwerpse+ | 1956, 1959, 1960, 1961, 1962, 1963, 1964, 1973                                                              |
| 7       | Royal IV+              | 1939, 1942, 1952, 1953, 1954, 1957, 1958                                                                    |
| 6       | Semailles+             | 1946, 1947, 1948, 1949, 1950, 1951                                                                          |
| 4       | Fresh Air+             | 1937, 1938, 1978, 1979                                                                                      |
| 4       | Brussels A.C.+         | 1928, 1930, 1931, 1933                                                                                      |
| 3       | Daring B.C.+           | 1929, 1932, 1934                                                                                            |
| 3       | Standard Liège+        | 1968, 1970, 1977                                                                                            |
| 2       | Bus Fruit Lier+        | 1971, 1972                                                                                                  |
| 2       | Amicale Sportive+      | 1935, 1936                                                                                                  |
| 1       | Bree B.B.C.+           | 2005 |
| 1       | Port of Antwerp Giants | 2000 |
| 1       | Hellas Gent+           | 1955 |

## Prêmios individuais
Nem todos os prêmios concedidos aos envolvidos com a competição são oficiais e nem todos são dados pela Liga, mas todos são respeitados como prêmios individuais da Liga Belga. Por exemplo, o jornal belga Het Nieuwsblad faz o levantamento do Jogador do Ano na Liga, a própria liga reporta e registra o vencedor em seu sítio oficial.